# Жезус, Сервилио ди
Сервилио ди Жезус (порт.-браз. Servílio de Jesus; 15 апреля 1915, Сан-Фелис — 10 апреля 1984, Сан-Паулу) — бразильский футболист, нападающий.

## Биография
Занимает 6-е место по общему количеству голов за «Коринтианс» — 199 мячей, забитых в период 3 мая 1938 года по 8 мая 1949 года. Помимо «Коринтианса» выступал за клубы «Ипиранга» (Салвадор) и «Галисия» (Салвадор). Сервилио — трёхкратный чемпион чемпионата Сан-Паулу и трижды подряд лучший бомбардир турнира, что до него удавалось лишь Фейтисо, а после Пеле.
За сборную Бразилии Сервилио выступал с 1942 года по 1945 год, проведя 7 матчей, он участвовал в двух чемпионатах Южной Америки, в 1942 году провёл 4 матча и забил гол в ворота сборной Аргентины, который, однако, не помог бразильцам, они проиграла 1:2, в 1945 году был в заявке сборной на турнире, но на поле не выходил.
Сын Сервилио, Сервилио ди Жезус Фильо, также был футболистом, выступал в 1960-х годах за «Палмейрас» и «Коринтианс», провёл 9 матчей за сборную Бразилии.

## Титулы и достижения
- Чемпион штата Баия (1): 1937
- Чемпион штата Сан-Паулу (3): 1938, 1939, 1941
- Лучший бомбардир штата Сан-Паулу: 1945 (17 голов), 1946 (19 голов), 1947 (19 голов)